# スネーク・アイズ (1998年の映画)
『スネーク・アイズ』（原題: Snake Eyes）は、1997年にアメリカで製作されたサスペンス映画。なお、スネーク・アイズ（蛇の両眼）とは、米俗語でサイコロの「1のゾロ目」のことであり、クラップス賭博においては「振り手の負け」という出目であるため、そこから転じて「もう駄目、一巻の終わり」という意味もある。

## ストーリー
一万四千人の観衆が集まったアトランティックシティ（ニュージャージー）のバンクアトランティック・センター。そこで行われていたボクシングのヘビー級タイトルマッチの最中、VIP席にいたカークランド国防長官が暗殺された。現場にいた地元の汚職刑事リック・サントーロは犯人捜査を進めるうち、そこに巨大な陰謀が仕組まれていることに気付く。

## 登場人物
- リック・サントーロ

汚職刑事。妻子がいるが浮気癖がある。
- ケヴィン・ダン

リックの友人。軍所属の国務官。
- ジュリア・コステロ

パウエル社の女性社員。
- チャールズ・カークランド

アメリカ政府の国防長官。
- ギルバート・パウエル

パウエル社の社長。
- リンカーン・タイラー

ボクシングチャンピオン。
- ルー・ローガン

アナウンサー。
- ジミー

賭博ディーラー。
- サイラス

賭博師。
- アンシア

中継リポーター。

## キャスト
| 役名                             | 俳優                             | 日本語吹替                                              | 日本語吹替 |
| 役名                             | 俳優                             | ソフト版                                                | テレビ朝日版 |
| -------------------------------- | -------------------------------- | ------------------------------------------------------- | --- |
| リック・サントーロ               | ニコラス・ケイジ                 | 大塚明夫                                                | 山路和弘 |
| ケヴィン・ダン                   | ゲイリー・シニーズ               | 小川真司                                                | 寺杣昌紀 |
| ギルバート・パウエル             | ジョン・ハード                   | 安井邦彦                                                | 井口成人 |
| ジュリア・コステロ               | カーラ・グギノ                   | さとうあい                                              | 安藤麻吹 |
| リンカーン・タイラー             | スタン・ショウ                   | 郷里大輔                                                | 麦人 |
| ルー・ローガン                   | ケヴィン・ダン                   | 牛山茂                                                  | 西村知道 |
| ジミー・ジョージ                 | マイケル・リスポリ               | 稲葉実                                                  | 境賢一 |
| チャールズ・カークランド国防長官 | ジョエル・ファビアーニ           | 小山武宏                                                | 糸博 |
| サイラス                         | ルイス・ガスマン                 | 広瀬正志                                                | 島田敏 |
| ネッド・キャンベル               | デヴィッド・アンソニー・ヒギンズ | 牛山茂                                                  | |
| ウォルト・マクガーン             | マイク・スター                   | 堀之紀                                                  | |
| アンシア                         | タマラ・チュニー                 | 沢海陽子                                                | |
| ミッキー・アルター               | チップ・ジーン                   | 辻親八                                                  | |
| CJ                               | マーク・カマチョ                 | 秋元羊介                                                | |
| セレナ                           | ジェイン・ハイトメイヤー         | 金野恵子                                                | |
| ゴードン・プリツカー刑事         | ピーター・マクロビー             | 中田和宏                                                | |
| その他                           | N/A                              | 梅津秀行 立木文彦 江川央生 高宮俊介 本間ゆかり 亀井芳子 | 渡辺美佐 塩屋浩三 幹本雄之 入江純 小森創介 福田信昭 諸角憲一 星野充昭 佐々木誠二 牧島有希 楠見尚己 宗矢樹頼 堀川仁 井上文彦 田中完 小谷津央典 藤本隆行 斉藤次郎 水落幸子 |
|                                  |                                  |                                                         | |
| 翻訳                             |                                  | 岡本知                                                  | 福永莞爾 |
| 演出                             |                                  | 松原桂子                                                | 岸田恵子 |
| 効果                             |                                  |                                                         | リレーション |
| 調整                             |                                  | 飯塚秀保                                                | 高久孝雄 |
| 録音                             |                                  | 飯塚秀保                                                | |
| 録音制作                         |                                  | グロービジョン                                          | オムニバス・ジャパン |
| 制作監修                         |                                  | 岡本企美子                                              | |
| 制作                             |                                  | DISNEY CHARACTER VOICES INTERNATIONAL, INC.             | 東北新社 |

- ソフト版：VHS・DVD収録
- テレビ朝日版：初回放送2002年2月17日『日曜洋画劇場』

## スタッフ
- 監督：ブライアン・デ・パルマ[3]
- 製作：ブライアン・デ・パルマ
- 原案：ブライアン・デ・パルマ、デヴィッド・コープ
- 脚本：デヴィッド・コープ
- 撮影：スティーヴン・H・ブラム
- 音楽：坂本龍一

## 評価
レビュー・アグリゲーターのRotten Tomatoesでは65件のレビューで支持率は40%、平均点は5.20/10となった。Metacriticでは24件のレビューを基に加重平均値が52/100となった。